# Werfer-Granate 21
Werfer-Granate 21 (сокр. Wfr.Gr.21) — Реактивная установка Werfer-Granate 21 , также известная как BR 21 (Bordrakete) была первой бортовой ракетой на вооружении Люфтваффе, впервые представленной в середине 1943 года. Оружие было разработано компанией Rheinmetall-Borsig.
К середине 1943 года оборонительным истребителям Люфтваффе понадобился способ разбить боевые порядки бомбардировщиков ВВС США. Это оружие позволяло немецким пилотам атаковать цели бомбардировщика на расстоянии 1200 метров (1300 ярдов). Это оружие также иногда использовалось против наземных целей с конца 1943 года

## История
В 1943 году, когда налёты союзных бомбардировщиков на территорию Германии приобрели систематический характер, на вооружении Люфтваффе не состояло ни одного удовлетворительного образца ракеты класса «воздух-воздух». По этой причине в спешном порядке форсировали работу над проектами ракетного вооружения. Об этом свидетельствует число предложенных, начиная с 1943 года, конструкций — более 20. Количество проектов, применённых в бою, оказалось значительно меньшим, а сколько-нибудь удачных из них — единицы.
Успешное применение наземных пусковых установок калибра 150 мм «Nebelwerfer 41» (15-cm Nb.W 41), а также её более мощного варианта — «Nebelwerfer 42» калибра 210 мм (21 cm Nb.W 42), впервые применённого в 1943 году, послужило поводом для попытки оснащения такими установками самолётов.
За базу была взята более удачная 210-мм ракета, которая носила обозначение Wfr. Gr. 21Е «Doedel» (Wurframmen Granate 21) или BR 21 (Bordrakete 21). По своей форме ракета была схожа с артиллерийским снарядом и имела весьма удачную баллистическую форму. В штампованную камеру сгорания было уложено 18 кг горючего (7 трубчатых шашек пороха). Горловина камеры завинчивалась перфорированным днищем с 22 наклонными соплами (угол наклона — 16 градусов) и небольшим центральным отверстием, в которое вкладывался электрический запал.
Относительно толстостенная боеголовка изготавливалась методом горячей штамповки. После обработки и заполнения тринитротолуолом и аматолом в процентном отношении 50/50, её корпус ввинчивался на резьбу в передней части камеры сгорания. К передней части боеголовки привинчивался футляр с капсюлем-воспламенителем. Требуемая баллистическая форма обеспечивалась штампованным стальным наконечником, надевавшимся на переднюю часть боеголовки.
Конструкция пусковой установки являлась импровизированной. Она предусматривала установку стандартной трубчатой направляющей длиной 1,3 м под каждой плоскостью одномоторного истребителя. Крепежные распорки укреплялись в гнездах для крепления подвесных топливных баков. Как и баки, направляющие могли сбрасываться в полёте вместе с распорами. Снаряд Wfr.Gr. 21 массой 112,6 кг, из которых 40,8 кг приходилось на боевую часть, содержащую 10,17 кг смеси тротила и аматола, разгонялся до 320 м/с, теоретически достигая дальности 7,8 км. Реальная дальность при пуске с самолёта не превышала 1200 метров. В отличие от сухопутной версии, авиационный снаряд Wfr.Gr. 21, как правило, оснащался дистанционным взрывателем, обычно выставляемым на дистанцию от 600 до 1200 м. Это было вызвано спецификой применения Wfr.Gr. 21, ориентированного, в основном, для борьбы с тяжёлыми бомбардировщиками союзников. Прямое попадание снаряда в самолёт противника было маловероятно, так как рассеивание на дистанции 1000 м составило 7 м по вертикали и 40 м по горизонтали, но поражающий эффект от взрыва 10 кг взрывчатки был огромен. Радиус сплошного поражения осколками составлял более 40 метров. С целью снижения лобового сопротивления пусковых установок была разработана 6-ствольная револьверная пусковая установка W.Gr.42, которая монтировалась в бомбоотсеке тяжёлого истребителя Ме. 410. Установка вела огонь залпами по две ракеты через вырезы в носовой части фюзеляжа. При этом носовые пушки MG. 151 демонтировались. Стволы установки были направлены вниз под углом 15°. Первые испытания, проведённые 3 февраля 1944 года закончились взрывом самолёта и гибелью экипажа. Тем не менее, несколько Ме. 410В были все же оснащены этими установками и по некоторым данным использовались в бою. Всего с 1943 года и до конца войны немецкая промышленность выпустила 402 580 штук ракет семейства Wfr.Gr. 21 сравнительно скромное количество по сравнению с миллионными тиражами советских, американских или английских «эрэсов». Причем подавляющее большинство 210-мм ракет было использовано наземными войсками в многочисленных установках залпового огня.
JG 1 и JG 11 были первыми передовыми частями, использовавшими это оружие весной 1943 года. Осенью 1943 года им также были оснащены Bf. 110 G-2 Zerstörer из ZG 26 и ZG 76.
Это оружие также иногда использовалось против наземных целей с конца 1943 года, например, в итальянской кампании 1943-44, в Нормандской кампании 1944 года и во время Арденнского наступления.

## Конструкция и возможности
Перевод с картинки:
— взрыватель A Z 35K
— взрывчатое вещество
— восполоменитель носового заряда

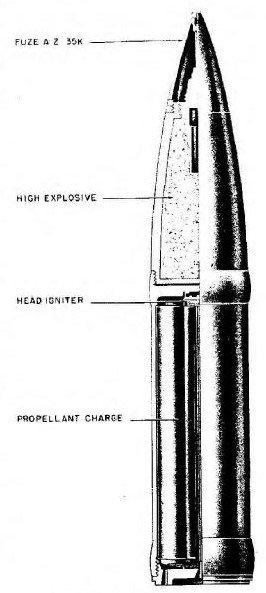
21 cm Wurfgranate 42.

— ракетное топливо / ракетный двигатель
Модифицированная из 21-сантиметрового пехотного заградительного реактивного снаряда Nebelwerfer 42 и перенастроенная для запуска с воздуха, стабилизированная вращением ракета приводилась в движение твердым топливом дигликолем весом 18,4 кг (41 фунт), а боеголовка весила 40.8 килограммов (90 фунтов). Снаряд Wfr. Gr. 21 имел скорость 320 метров (350 ярдов) в секунду (1150 км / ч, 716 миль в час) и максимальную дальность стрельбы 1200 метров (1300 ярдов). Ракета и труба весили в общей сложности около 112 килограммов (247 фунтов). Взрыватель замедленного действия привел к детонации боеголовки на заранее установленном расстоянии от 600 метров (2000 футов) до 1200 метров (3900 футов) от точки пуска, в результате чего образовалась зона смертоносного взрыва шириной примерно 30 метров (98 футов).

## Использование
Одноместные истребители несли по одной трубчатой пусковой установке под каждым крылом, в то время как тяжелые двухмоторные истребители Zerstörer несли по две под каждым крылом. В рабочем плане оружие имело несколько недостатков; пусковые трубы создавали значительное сопротивление воздуха, а также снижали скорость, маневренность и общие характеристики. Однако, в отличие от прочно закрепленных подкрыльевых конформных пушечных подвесок, которые носили многие одномоторные истребители-бомбардировщики люфтваффе, трубчатые пусковые установки BR 21 были сбрасываемыми, и после запуска ракеты истребитель мог вернуться к «чистому» профилю.

## Недостатки
Относительно низкая скорость ракеты создала значительную проблему при попытках противодействия результирующему баллистическому падению такого медленно движущегося снаряда, что требовало установки пусковых труб под углом примерно 15° вверх от линии полёта, что вызывало значительное сопротивление планеру самолёта-носителя. Низкая скорость запуска и большой угол запуска ракеты означали, что как точное прицеливание, так и правильное определение расстояния до цели были затруднены. В результате большая часть выпущенных ракет взорвалась либо перед целью бомбардировщика, либо позади неё. Однако они часто добивались эффекта раскрытия порядков бомбардировщиков, достаточного для того, чтобы истребители могли атаковать стандартным вооружением.

## Самолёты носители
Подкрылковое крепление (отдельно, по одному под каждым крылом):
- Focke-Wulf Fw. 190 A-7  и более новая модификация Rüstsatz 6 (/R6).
- Мессершмитт Bf. 109 G : как модификация BR21.

Подкрылковое крепление (по два под каждым крылом):
- Мессершмитт Bf. 110 .
- Мессершмитт Ме. 210  .
- Мессершмитт Ме. 410 .

Крепление под фюзеляжем (по одной с каждой стороны, от бомбодержателей по бокам носовой части шасси):
- Мессершмитт Ме. 262 .

за пределами люфтваффе:
(с 1944 года)
- IAR 80 : IAR 81C Королевских ВВС Румынии был оснащен Werfer-Granate 21 в 1944 году.[1]